# Axel Sundermann
Axel Sundermann (Lemgo, 23 gennaio 1968) è un allenatore di calcio, procuratore sportivo ed ex calciatore tedesco, di ruolo difensore.

## Palmarès

### Club

#### Competizioni nazionali
- Coppa di Germania: 1

Hannover 96: 1991-1992